# Tangara pillurion
Cissopis leverianus
Genre
Espèce
Synonymes
- Cissopis leveriana

Statut de conservation UICN

 LC  : Préoccupation mineure
Le Tangara pillurion (Cissopis leverianus), également appelé Grand tangara ou Tangara pie est une espèce d'oiseaux de la famille des Thraupidae. C'est la seule espèce du genre Cissopis.

## Répartition
Cet oiseau fréquente les régions humides du nord de l'Amérique du Sud : Amazonie, plateau des Guyanes et forêt atlantique.

## Sous-espèces
D'après Alan P. Peterson, 2 sous-espèces ont été décrites :
- Cissopis leverianus leverianus (Gmelin, 1788) — flanc est des Andes boréales, centre de la Bolivie, Amazonie et ouest du plateau des Guyanes
- Cissopis leverianus major Cabanis, 1851 — sud du Cerrado et forêt atlantique